# Años 630
Los años 630 o década del 630 empezó el 1 de enero del 630 y terminó el 31 de diciembre del 639. 

## Acontecimientos
- Mundo islámico: El ejército árabe que se ocupaba del frente de Mesopotamia consiguió las victorias de Kindisiyah (en la costa del Mediterráneo), el Éufrates y Ctesifonte (a orillas del Tigris, en el actual Irak), todo ello entre los años 635 y 639. Con estas victorias quedó concluido el dominio de Mesopotamia.
- Reino visigodo: Sisenando sucede a Suintila como rey de los visigodos en el año 631, siendo sucedido por Chintila en el 636 y por Tulga en el año 639, que reinará hasta 642.